# Doryteuthis roperi
Doryteuthis roperi (Cohen, 1976) è una specie di cefalopode appartenente alla famiglia Loliginidae. Questa specie è distribuita nell'Oceano Atlantico occidentale, in particolare nel Mar dei Caraibi e nel Golfo del Messico, a profondità comprese tra 45 e 304 metri.

## Descrizione
Il mantello di D. roperi è lungo e snello, con pinne di forma romboidale. La lunghezza massima del mantello registrata per questa specie è di 7,2 cm nei maschi.

## Biologia
Durante l'accoppiamento, il maschio afferra la femmina e inserisce l'ectocotile nella cavità del mantello della femmina, dove avviene la fecondazione. Le uova si schiudono in uno stadio planctonico, durante il quale le larve vivono per un certo periodo prima di crescere e assumere un'esistenza bentonica come adulti.

## Conservazione
La Lista Rossa dell'IUCN classifica D. roperi come «Dati insufficienti» (Data Deficient, DD), indicando che le informazioni disponibili non sono sufficienti per una valutazione accurata del suo stato di conservazione.